# Teste no ponto de atendimento
Um teste no ponto de atendimento é qualquer teste ou exame médico possível de ser realizado no próprio local e hora em que o paciente está a ser atendido. O termo é usado para marcar uma diferença em relação a exames realizados total ou parcialmente em laboratórios, e que em muitos casos requerem enviar amostras e esperar horas pelos resultados.